# Harold Clayton Urey
Pour les articles homonymes, voir Harold Clayton Urey (homonymie).
Harold Clayton Urey (29 avril 1893 à Walkerton, Indiana, États-Unis - 5 janvier 1981 à La Jolla, Californie) était un chimiste américain. Il est le découvreur du deutérium, pour lequel il a reçu le prix Nobel de chimie en 1934.

## Biographie
Sous la direction du thermodynamicien Gilbert Newton Lewis, il étudie l'entropie des gaz diatomiques, qu'il calcule à partir des spectres moléculaires.
Ayant soutenu sa thèse en 1923, Urey se tourne alors vers l'étude de la structure atomique et s'en va passer l'année 1923-1924 à l'Institut de physique théorique de Copenhague, où Niels Bohr l'encourage à poursuivre dans cette voie.
La découverte de l'isotope ²H fait l'objet d'une lettre à la rédaction de la Physical Review, qui paraît au début 1932. Urey avait proposé d'appeler cet isotope le deutérium et de le représenter par la lettre D. Cette découverte lui vaut la médaille Franklin en 1943.
En 1931, il démontre avec Ferdinand Brickwedde l'existence de l'eau lourde (oxyde de deutérium, D2O). Il est lauréat du prix Nobel de chimie de 1934 « pour sa découverte de l'hydrogène lourd ».
Il reçoit la Médaille Davy en 1940.
En 1953, en collaboration avec Stanley Miller, il mène l'expérience de Miller-Urey, qui reste emblématique dans les recherches sur l'origine de la vie.
Il est également directeur de recherche dans le projet du développement de la bombe atomique à l'université Columbia et effectue d'importants travaux de recherche en géophysique, sur l'origine du système solaire et en paléontologie. Au cours de la guerre froide, il s'engage contre les armes nucléaires et la course aux armements en devenant vice-président du Comité d'urgence des scientifiques atomistes fondé par Albert Einstein et Leó Szilárd. Sa femme est morte en 1992.

## Découverte du deutérium
Il découvre le deutérium en distillant un certain nombre de fois un échantillon d'hydrogène liquide, ou en distillant de l'eau avec une colonne de distillation à bande tournante.
S'inspirant d'une méthode mise au point par J. Kendall et E. D. Crittenden en 1923, et travaillant en collaboration avec E. W. Washburn, Urey entreprit l'électrolyse prolongée de l'eau. Les deux savants constatèrent effectivement un enrichissement du résidu de l'électrolyse en isotope lourd.
Par la suite, on trouvera des quantités de deutérium plus importantes dans les eaux résiduelles après quelques années d'électrolyse de l'eau, lors de la fabrication industrielle de l'oxygène.
Cette augmentation du taux de deutérium durant l'électrolyse de l'eau est due, d'une part, à l'existence d'une légère différence entre les potentiels normaux des deux isotopes, et d'autre part aux différentes vitesses de formation et de dégagement de molécules gazeuses atomiques à la cathode. En conséquence, la teneur en deutérium augmente. C'est cette découverte originale qui vaut à Urey le prix Nobel de chimie en 1934.

## Distinctions
- 1934 : prix Nobel de chimie
- 1934 : Willard Gibbs Award
- 1940 : médaille Davy
- 1943 : médaille Franklin
- 1974 : médaille Priestley

Un minéral, l'ureyite, découvert en 1965 dans des météorites de fer, a été nommé en son hommage.